# (5902) Talima
(5902) Talima (1987 QY10) – planetoida z pasa głównego asteroid okrążająca Słońce w ciągu 5,2 lat w średniej odległości 3 j.a. Odkryta 27 sierpnia 1987 roku.